# Anton Anatoljewitsch Babtschuk
Anton Anatoljewitsch Babtschuk (russisch Антон Анатольевич Бабчук, ukrainisch Антон Анатолійович Бабчук/Anton Anatolijowytsch Babtschuk; * 6. Mai 1984 in Kiew, Ukrainische SSR) ist ein ehemaliger russisch-ukrainischer Eishockeyspieler. Im Laufe seiner Karriere spielte er unter anderem bei den Calgary Flames, Chicago Blackhawks und Carolina Hurricanes in der National Hockey League, sowie für den HK Awangard Omsk, HK Donbass Donezk und Salawat Julajew Ufa in der Kontinentalen Hockey-Liga.

## Karriere
Anton Babtschuk wurde während des NHL Entry Draft 2002 von den Chicago Blackhawks als 21. Spieler insgesamt ausgewählt. Im Januar 2006 wurde er für Danny Richmond zu den Carolina Hurricanes transferiert, mit denen er im selben Jahr erstmals den Stanley Cup gewann.
Am 28. Januar 2006 schoss der Verteidiger sein erstes Tor für die Hurricanes. Am 6. Februar 2007 wurde František Kaberle nach einer Verletzung reaktiviert, so dass Babtschuk in das Farmteam der Hurricanes, die Albany River Rats, geschickt wurde. Er war der einzige Verteidiger, den sein Verein zu den River Rats abgeben konnte, da er der einzige Verteidiger mit einem Vertrag für beide Ligen war. Da er nicht für Albany spielen wollte, wurde er am nächsten Tag von seinem Verein suspendiert. In der Saison 2007/08 spielte Babtschuk in der russischen Superliga für HK Awangard Omsk. Die Spielzeit 2008/09 spielte Babtschuk wieder für die Hurricanes. 2009 kehrte er erneut nach Russland zum HK Awangard Omsk zurück.
Im November 2010 wurde er gemeinsam mit Tom Kostopoulos für Ian White und Brett Sutter zu den Calgary Flames transferiert.
Aufgrund des NHL-Lockouts spielte Babtschuk zwischen September und Dezember 2012 für den HK Donbass Donezk in der Kontinentalen Hockey-Liga.

### International
Für Russland nahm Babtschuk an den U18-Junioren-Weltmeisterschaften 2001 und 2002 teil.

## Erfolge und Auszeichnungen
- 2001 Goldmedaille bei der U18-Junioren-Weltmeisterschaft
- 2002 Silbermedaille bei der U18-Junioren-Weltmeisterschaft
- 2004 AHL All-Star Classic
- 2006 Stanley-Cup-Gewinn mit den Carolina Hurricanes
- 2010 KHL All-Star Game

## Statistik
(Stand: Ende der Saison 2012/13)